# Stuart Adamson
Stuart Adamson (William Stuart Adamson), né le 11 avril 1958 à Manchester et mort le 16 décembre 2001 à Honolulu, était guitariste au sein du groupe The Skids et le leader du groupe Big Country.
Il était d'origine écossaise et à l'âge de 4 ans, ses parents déménagèrent à Dunfermline.
Il est retrouvé mort, pendu dans sa chambre d'hôtel le 16 décembre 2001.